# Poiseul-lès-Saulx
Poiseul-lès-Saulx är en kommun i departementet Côte-d'Or i regionen Bourgogne-Franche-Comté i östra Frankrike. Kommunen ligger i kantonen Is-sur-Tille som tillhör arrondissementet Dijon. År 2022 hade Poiseul-lès-Saulx 75 invånare.

## Befolkningsutveckling
Antalet invånare i kommunen Poiseul-lès-Saulx
Referens:INSEE